# Sint-Jozefkerk (Menen)

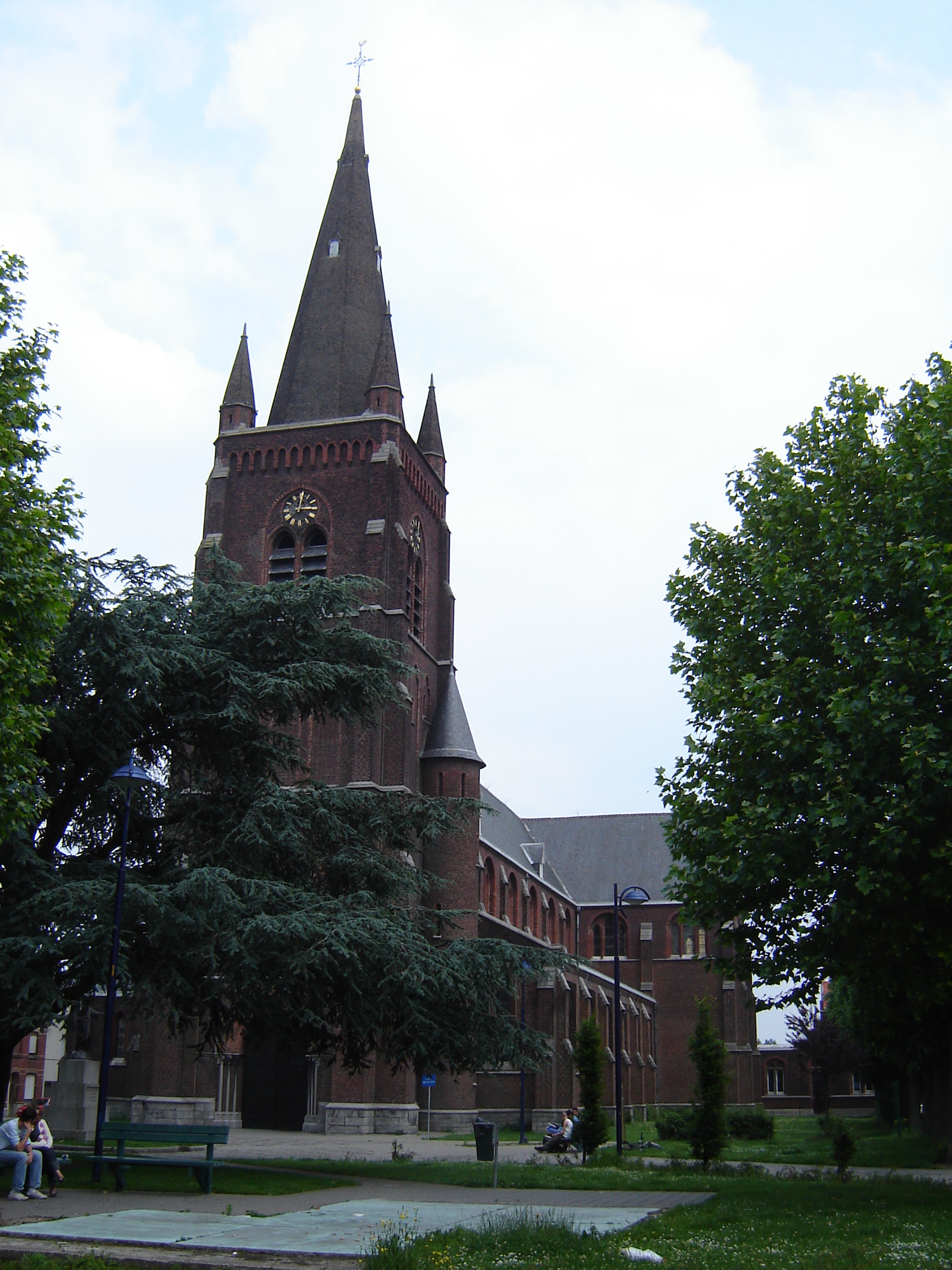
Sint-Jozefkerk

De Sint-Jozefkerk is de parochiekerk van de wijk De Barakken, van de West-Vlaamse stad Menen, gelegen aan het Sint-Jozefsplein.

## Geschiedenis
In 1897 werd De Barakken een zelfstandige parochie, gewijd aan Sint-Jozef, hetgeen passend was voor deze arbeiderswijk. De kerk werd gebouwd in 1902-1903 en architecten waren Alfons de Pauw en None Mullie.

## Gebouw
Het betreft een neogotische bakstenen kruisbasiliek met zware voorgebouwde toren die aan de zuidzijde door een ronde traptoren is geflankeerd. De toren heeft vier geledingen en hoektorentjes op de torenomgang.
Het interieur wordt overkluisd door een kruisribgewelf. Het meeste kerkmeubilair is neogotisch, maar één der communiebanken is uit de eerste helft van de 18e eeuw.